# Fórnols de Matarranya
Fórnols de Matarranya (en castellà i oficialment, Fórnoles) és una vila i municipi del Matarranya.

## Geografia
Situat al sector de llevant del Matarranya a la zona muntanyosa que separa les valls del Guadalop i del Matarranya (941 m d'altitud màxima, a l'extrem meridional del terme), que forma la capçalera del barranc de les Canals.
En lo seu terme existeix una presència constant de pinedes de pi carrasc, i matollar, però es localitzen diversos arbres catalogats com a monumentals, com lo conjunt de xiprers (Cupressus sempervirens) al santuari Montserrat. Un bon lloc per a observar unes formacions típiques mediterrànies és la confluència de les valls d'Estopinya i la vall de les Canals, amb pineda de carrasca i matorral mediterrani, amb bons exemplars de roure petit i espècies de ribera (salzes, pollancres, freixes...).
L'agricultura, al fons de les valls, és predominantment de secà i és dedicada sobretot a les oliveres.

## Història
Lo nom de "Fórnols" se va trobar en diversos documents medievals com a "Fornos", derivant del llatí "furnulos", és a dir, 'forn'. Pot ser que provingui de les antigues coves en forma de forn que se situen pels voltans del municipi. L'escut de la localitat dona fe d'això en representar un antic forn de calç.
La història de Fórnols va estar durant molts segles vinculada a l'orde de Calatrava, formant part de l'orde de Calatrava de Mont-roig de Tastavins, i fins al segle xiv fou un llogarret agregat d'aquella vila.
En l'any 1337 Pere III el Cerimoniós li va concedir el títol de vila, però el 8 d'agost de 1397 lo consell de la vila signà un pacte amb Pena-roja pel qual lo terme i la vila quedaven integrats dins d'aquell poble, malgrat no tenir cap límit comú, tot renunciant a tenir consell propi, jurats, mostassafs i altres càrrecs de vila.
Lo 1608 Felip III de Castella en concedí la segregació, però el consell de Pena-roja apel·là la decisió reial.
Durant la Guerra dels Segadors la vila patí allotjaments dels soldats. Lo 1647 s'enregistrà una forta secada i dos anys després, lo 1649, se reberen notícies de l'existència de brots de pesta a la contrada, especialment a Alcanyís.
Lo seu castell, del qual se conserven escasses restes, s'elevava en la part més alta de la lloma sobre la qual s'assenta el poble. Encara que tota la vila va estar murallada, l'únic portal de muralla que encara queda en peus està semiocult sota una edificació.

## Festes i esdeveniments culturals
- 3 de febrer, Sant Blas.
- 15 d'agost, Festes de la Mare de Déu d'Agost.
- Segon diumenge de maig, Romeria al Santuari de Montserrat, a la qual acudeixen no sols de Fórnols sinó també Valldealgorfa, Castelserás, Torrecilla d'Alcanyís, Valljunquera, la Vall del Tormo, la Torre de Vilella, la Codonyera, Bellmunt de Mesquí i Ràfels.

Est romiatge comarcal, que congrega pobles del Mezquí i del Matarranya, recorda el rar prodigi que el mateix dia de 1521, sense avisar-se els uns als altres, van acudir tots els pobles alhora en rogació al santuari per demanar aigua. A esta ermita també se la coneix amb lo nom de Santa Mònica, car la tradició conta que la Verge es va aparèixer al pastor el dia de la festivitat de la santa.

## Fills il·lustres
- Andreu Piquer i Arrufat (1711-1772), metge de Ferran VI i erudit il·lustrat, catedràtic d'anatomia a València, que publicà tractats mèdics importants.
- Brauli Foz i Burgués (1791-1865), d'idees liberals i escriptor en castellà; en destaca la novel·la picaresca Vida de Pedro Saputo.